# Meadows (Terranova y Labrador)
Meadows es un pueblo canadiense situado en la provincia de Terranova y Labrador.

## Superficie
Meadows tiene una superficie de 3,82 km².

## Demografía
En 2021, tenía 404 habitantes, una densidad poblacional de 105,7 hab./km², y 198 viviendas.